# 1. ФК Кьолн
Еф Це Кьолн (пълно име: Ерстер фусбал клуб Кьолн) е най-големият футболен клуб от град Кьолн.
Клубът се основава на 13 февруари 1948 г. от обединението на двата футболни отбора Кьолнер Бе Це 01 и Шпийлферайнигунг Зюлц 07. Целта на това сливане е да се създаде единен силен и финансово обезпечен футболен отбор на града. Новото формирование участва непрекъснато в продължение на 35 години в елита на Германия до 1998 г., когато за първи път изпада във Втора Бундеслига. До сезон 2008/09 след общо четири изпадания клубът отново е в Първа Бундеслига. „Кьолн“ заема седмото място във вечното класиране на германската първа дивизия.
От март 2002 г. клубът представлява командитно дружество с акции.

## История
ФК Кьолн е основан през 1948 година посредством сливането на „Кьолнер Бе Це“ и „Зюлц 07“. През 1950 и началото на 1960-те три пъти е вицешампион на Германия и става шампион през 1962 година. На следващата година достига полуфинал за КЕШ. През 1968 година отборът печели Купата на Германия за първи път.
През 1970-те 1. ФК Кьолн редовна завършва в първата третина на таблицата и е редовен участник в Купата на УЕФА. През 1977 печели Купата на Германия, а през 1978 и Бундеслигата. През 1979 отново достига полуфинала на КЕШ.
През 1998 година 1. ФК Кьолн изпада за първи път във Втора Бундеслига в историята си. В следващите сезони отборът играе с променлив успех в Първа и Втора Бундеслига.

## Стадион
Клубният стадион на Кьолн е РайнЕнергиЩадион. Предшественикът му, Мюнгерсдорфер Щадион, се е намирал на същото място и е бил построен през 1923 г. Бил е планиран да участва като стадион от Световното първенство в Германия през 1974 г., но реконструкцията му завършва твърде късно (през 1975 г.) и по тази причина е изваден от списъка за домакинства.
Днешната футболна арена се открива на 31 януари 2004 г. За разлика от Мюнгерсдорфер Щадион на РайнЕнергиЩадион няма лекоатлетическа писта и капацитетът достига 50,374 зрителски места. Гафът от 1974 г. с късния ремонт на стадиона не е повторен и РайнЕнергиЩадион домакинства срещи от Световното първенство през 2006 г. с променено име ФИФА Ве Ем Щадион Кьолн поради рекламни причини. През сезон 2004/05 Алемания Аахен използва стадиона за мачовете си от турнира за Купата на УЕФА, поради неуредици на собствения си стадион Тиволи.
Под северната трибуна на стадиона се намира музеят на Кьолн, където се представя историята на клуба.

## Талисманът
Козелът Хенес е импозантният козел, който е нарисуван на емблемата на „Кьолн“. Той е бил подарен от директорката на местния цирк Карола Уилямс на клуба като шега по повод традиционния карнавал, провеждащ се в града. Животното е кръстено на бившия играч и тогавашния треньор на отбора Хенес Вайсвайлер. Козелът се превръща в талисман и редовно присъства на срещите на „Кьолн“. В случай, че талисманът умре, то друг козел се кръщава със същото име, като се добавя и номер за поредност. От 24 юли 2008 г. „на власт“ е Хенес VIII. Логото на отбора с козела присъства на сувенирни стоки на клуба и дори в името на клубното списание на отбора, излязло за пръв път през август 1957 г.
Хенес присъства на всички домакинства на „Кьолн“, а при влизането му до терена, той е посрещан с вълна от аплодисменти от трибуните. Козлите, талисмани на клуба, са обгрижвани от животновъда от предградията на Кьолн Вилхелм Шефер от времето на Хенес III. След смъртта на Шефер на 11 юни 2006 г. неговите задължения са поети от съпругата му.

## Истории и анекдоти
1962: След като печели германското първенство през 1962 г. „Кьолн“ участва в турнира за Купата на европейските шампиони и играе срещу шотландския шампион Дънди. Първата среща в Шотландия е загубена с 1:8, а на връщане към Германия шокираният треньор на „козлите“ Златко „Чик“ Чайковски измърморва пред журналистите: „Най-добре е самолетът да се разбие някъде!“. На реванша „Кьолн“ печели с 4:0, но това е недостатъчно на отбора да продължи напред.
1965: В четвъртфинална среща от КЕШ се срещат Кьолн и легендарният английски клуб Ливърпул. Първият мач се играе на 10 февруари 1965 г. в Кьолн и завършва 0:0, както и реваншът в Англия. По тогавашните правила при равенство в резултата от двете срещи не се провеждат продължения или дузпи. Така двата отбора се срещат още веднъж на 24 март 1965 г. в Ротердам. До 37 минута Ливърпул повежда с 2:0, но „Кьолн“ съумява да изравни резултата до 49 минута. Половин час преди последния съдийски сигнал е отменен гол на германците след съмнителна засада. Така завършва редовното време, а в продълженията също не пада гол. Според турнирните правила победителят се излъчва след хвърляна на монета. След първото хвърляне монетата се забива във влажната почва на стадиона и се налага ново хвърляне. При него повече късмет имат англичаните, които щастливо продължават на полуфинал.
1978: Последният кръг на сезон 1977/78, когато Кьолн триумфира с шампионската титла на Германия, е белязан от скандални резултати. Преди изиграването му „козлите“ водят в класирането с равен брой точки с Борусия Мьонхенгладбах, но с 10 гола по-добра голова разлика от „жребчетата“. Така кьолнчани си мислят, че им е необходима обикновена победа над сигурния изпадащ Санкт Паули, за да вдигнат шампионската салатиера. Получава се обаче нещо друго: Борусия Мьонхенгладбах води на полувремето срещу съименниците си от Борусия Дортмунд с 6:0! След като това става известно на стадиона в Хамбург, тамошните зрители започват да окуражават „Кьолн“. В края на мача между Борусиите резултатът е 12:0 в полза на гладбахци – най-изразителната победа в Първа Бундеслига за всички времена, а това означава, че победа с 2:0 на Кьолн над Санкт Паули не е достатъчна за шампионската титла. Все пак „козлите“ печелят с 5:0 и стават първенци, а от тогава датира и приятелството на феновете на „Кьолн“ с тези от хамбургския квартал на червените фенери.
1991: На 2 май 1991 г. нападателят на Кьолн Франк Орденевитц получава жълт картон в полуфиналната среща за Купата на Германия срещу Дуисбург (краен резултат 3:0), който означава и наказание за финалната среща от турнира. В течение на мача той получава и червен картон заради груба своя проява. След последния съдийски сигнал наставникът на „козлите“ Ерих Рутемьолер споделя пред журналистите, че на полувремето е посъветвал своя футболист да бъде изгонен с думите: „Направи го, Отце!“ и така да бъде наказан за срещите от първенството и отново да бъде на негово разположение за финала на Купата на Германия. ГФС реагира на тези думи и наказва Орденевитц и за финалната среща, като този прецедент принуждава Германския футболен съюз да промени собствените си правила и оттогава наказанията за мачовете от турнира за Купата на Германия важат само и единствено за него. Точно по тези правила през 2004 г. Волфсбург служебно е изваден от турнира за Купата на Германия, въпреки че печели срещата си на футболния терен, тъй като е използвал Мариян Христов в злополучния мач. Българинът е наказан за получен червен картон във финала за купата през 2003 г. срещу Байерн Мюнхен, загубен от тогавашния му отбор Кайзерслаутерн с 1:3. Дисквалификацията на „вълците“ води до оставката на спортния директор на долносаксонците Петер Пандер, който поема отговорността за това непрофесионално недоглеждане.
На 17 ноември 1991 г. нападателят Морис Банах загива в автомобилна катастрофа на възраст 24 години. Талантливият офанзивен футболист вкарва 24 гола в 49 мача с екипа на Кьолн.
2001/02: Антирекордът за най-дълъг период без отбелязан гол в историята на Първа Бундеслига принадлежи на „Кьолн“, след като футболистите от катедралния град не успяват да вкарат топката в противниковата врата в продължение на 1034 минути. Негативната серия е спряна от Томас Цихон в мача срещу Херта Берлин, завършил при 1:1.
2005: През май 2005 г. клубното ръководство оповестява приключването на сделка с рекламна цел с островната държава Кипър, движена от кипърската фирма „Сатена Холдинг ООД“. На екипите е щял да се рекламира Кипър като туристическа дестинация. Няколко седмици по-късно германска телевизия чрез свои правни консултант открива, че кипърската фирма не е записана в кипърския търговски регистър и на практика не съществува в правния ред, както и няма право да представлява туристически организации. Сделката, организирана от личен приятел на президента на Кьолн Волфганг Оверат, се проваля, а „козлите“ са принудени да си търсят нов главен спонсор за екипите.
2006: След като Кьолн освобождава своя старши треньор Ханспетер Латур на 9 ноември 2006 г., клубът се свързва с бившия си треньор от 80-те години Кристоф Даум, който по това време е безработен и се възстановява в кьолнска клиника след операция на гърлото. Даум свиква пресконференция на 11 ноември във фоайето на болницата, където заявява, че „към момента няма да поеме треньорския пост на „Кьолн““. След нови опити на клубното ръководство да го вербува той дава своя „окончателен“ отказ на 14 ноември. Според съобщения в пресата Кристоф Даум кандидатства за работа в клуба само няколко дена по-късно с думите: „Мисля, че направих грешно решение.“. На 19 ноември „Кьолн“ представя новия си треньор.

## Песни на стадиона
Песните на РайнЕнергиЩадион, изпети на местния диалект, са повече или по-малко част от футболната култура на Кьолн. Пее се във възхвала на Кьолн, като в повечето случаи се преобразуват карнавални напеви.
- Mer stonn zo Dir, FC Kölle (1998): Тази песен получава статута на химн на „Кьолн“ няколко години след записването си и се пее преди всеки мач на „козлите“ от феновете. Оригиналът е шотландска народна песен, популяризирана за меломаните от групата „Рунрих“.
- Unser Hätz schlät för dr FC Kölle (1986): Оригиналната мелодия е на британската маршова песен It’s a Long Way to Tipperary.
- FC, jeff Jas! (1998): Написана е по повод 50-а годишнина на Кьолн през 1998 г.; изпята е от Волфганг Нидекен, Гуидо Хорн и Щефан Рааб.
- Карнавални песни: Wenn et Trömmelche jeiht, Mir sin kölsche Mädche/Jonge, En unserm Veedel, Viva Colonia, Hey Kölle, Du bess e Jeföhl, Jetzt geht’s los, Superjeilezick, Du bes die Stadt

## Професионален отбор за сезон 2009/10
| №             |          | Играч               | Рождена дата      | В отбора от | См      | Кг      | Мач.    | Гол.    | Предишни клубове |
| Вратари       | Вратари  | Вратари             | Вратари           | Вратари     | Вратари | Вратари | Вратари | Вратари | Вратари |
| ------------- | -------- | ------------------- | ----------------- | ----------- | ------- | ------- | ------- | ------- | --- |
| 1             |          | Фарид Мондрагон     | 21 юни 1971       | 2007        | 191     | 94      | 65      | 0       | Галатасарай, ФК Мец, Индепендиенте, Реал Сарагоса, Индепендиенте, Архентинос Хуниорс, Серо Портено Асунсион, Реал Картахена, Спортинг Баранкиля, Депортиво Кали |
| 18            | Германия | Томас Кеслер        | 20 януари 1986    | 2000        | 197     | 92      | 9       | 0       | Грюн-Вайс Браувайлер |
| 34            |          | Миро Варводич       | 15 май 1989       | 2008        | 191     | 81      | 0       | 0       | Хайдук Сплит, НК Мосор, Хайдук Сплит |
| Защитници     |          |                     |                   |             |         |         |         |         | |
| 2             |          | Мишо Бречко         | 1 май 1984        | 2008        | 178     | 68      | 36      | 2       | Хамбург, Ерцгебирге Ауе, Ханза Росток, Хамбургер ШФ\|Хамбург, НК Смартно, Интерблок Любляна                                                                     |
| 3             |          | Юсеф Мохамад        | 1 юли 1980        | 2007        | 182     | 77      | 64      | 6       | Фрайбург, Олимпик Бейрут, Ал-Сафа Бейрут |
| 6             |          | Пиер Воме           | 26 март 1979      | 2008        | 181     | 84      | 21      | 0       | Вердер Бремен, Интер Милано, Бреша Калчо, Еспаньол, ФК Фулъм, Болоня, Рома, Лукезе, Виченца Калчо, Канон Яунде, Фогапе Яунде                                    |
| 16            |          | Кристофер Шорх      | 30 януари 1989    | 2009        | 189     | 80      | 1       | 0       | Реал Мадрид, Херта Берлин, Хале, Нитлебенер Аскания 09 |
| 21            |          | Педро Жеромел       | 21 септември 1985 | 2008        | 190     | 84      | 33      | 1       | Витория Гимараеш, Шавеш, Палмейрас |
| 23            |          | Кевин Маккена       | 21 януари 1980    | 2007        | 190     | 85      | 56      | 3       | Енерги Котбус, Хартс, Енерги Котбус, Калгари Динос |
| 28            | Германия | Карстен Кулман      | 5 март 1976       | 1996        | 187     | 82      | 189     | 11      | Порц |
| 32            |          | Щефан Залгер        | 30 януари 1990    | 2002        | 184     | 73      | 53      | 20      | Дюрен |
| Полузащитници |          |                     |                   |             |         |         |         |         | |
| 8             |          | Петит               | 25 септември 1976 | 2008        | 176     | 72      | 34      | 3       | Бенфика Лисабон, Боавища, Жил Висенте, Еспосенде, Униао Ламас, Гондомар, Еспосенде, Боавища                                                                     |
| 12            |          | Маниш               | 11 ноември 1977   | 2009        | 173     | 70      | 3       | 0       | Атлетико Мадрид, Интер Милано, Атлетико Мадрид, Динамо Москва, Порто, Бенфика Лисабон, Алверка, Бенфика Лисабон                                                 |
| 13            |          | Даниел Брозински    | 17 юли 1988       | 2008        | 178     | 65      | 11      | 1       | Карлсруе, Зименс Карлсруе |
| 14            |          | Зоран Тошич         | 28 април 1987     | 2010        | 171     | 69      | 4       | 0       | Манчестър Юнайтед, Партизан Белград, Банат Жренянин, Младост Лукичево, Пролетар Жренянин, Раднички Жренянин                                                     |
| 17            |          | Кевин Пецони        | 22 март 1989      | 2008        | 193     | 91      | 37      | 1       | Блекбърн Роувърс, Айнтрахт Франкфурт, Дармщат 98, Рот-Вайс Валдорф                                                                                              |
| 19            |          | Танер Ялчън         | 18 февруари 1990  | 2003        | 187     | 80      | 12      | 0       | Фортуна Кьолн, Олюмпия Кьолн |
| 20            |          | Адил Чихи           | 21 февруари 1988  | 2004        | 183     | 78      | 75      | 9       | Фортуна Дюселдорф, Дюселдорф, Таненхоф |
| 22            |          | Фабрис Ерет         | 28 септември 1979 | 2006        | 183     | 76      | 82      | 4       | ФК Аарау, Андерлехт, Расинг Страсбург, Мюлхаузен, Пети-Ландау                                                                                                   |
| 25            |          | Адам Матушчик       | 14 февруари 1989  | 2003        | 183     | 73      | 0       | 0       | Дилинген, Мерцих |
| 27            |          | Кристиан Клеменс    | 4 август 1991     | 2001        | 180     | 70      | 0       | 0       | Кьолн Вайлер-Фолкхофен |
| 33            |          | Михаел Нидрих       | 12 януари 1980    | 2007        | 183     | 83      | 3       | 0       | Холщайн Кил, Кьолн, Ремшайд |
| Нападатели    |          |                     |                   |             |         |         |         |         | |
| 7             |          | Зебастиан Фрайс     | 23 април 1985     | 2002        | 183     | 75      | 3       | 1       | Карлсруе, Ветерсбах |
| 9             |          | Манасе Ишиаку       | 9 януари 1983     | 2008        | 184     | 82      | 15      | 1       | Дуисбург, Брюж, Ла Лувиер, ФК Руселаре, Найджердок Лагос, Шутинг Старс Ибадан                                                                                   |
| 10            |          | Лукас Подолски      | 4 юни 1985        | 2009        | 182     | 83      | 83      | 46      | Байерн Мюнхен, Кьолн, Югенд 07 Бергхайм |
| 11            |          | Миливое Новакович   | 18 май 1979       | 2006        | 192     | 85      | 90      | 46      | Литекс, ЛАСК Линц, Матерсбург, Фойтсберг, Клагенфурт, Клопайнерзе, Олимпия Любляна                                                                              |
| 24            |          | Жозе Пиер Вунгидиса | 3 януари 1990     | 2005        | 186     | 84      | 0       | 0       | Обербибер |
| 29            |          | Зебастиан Цилински  | 21 февруари 1988  | 1995        | 183     | 77      | 0       | 0       | Фортуна Кьолн |

### Треньорски щаб за сезон 2009/10
|          | Име             | Длъжност               |
| -------- | --------------- | ---------------------- |
|          | Звонимир Солдо  | Старши треньор         |
| Германия | Михаел Хенке    | Помощник-треньор       |
|          | Юмит Йозат      | Втори помощник-треньор |
| Германия | Маркус Рауерт   | Администратор          |
|          | Джем Бачи       | Кондиционен треньор    |
| Германия | Александер Баде | Треньор на вратарите   |
| Германия | Ролф Херингс    | Индивидуален треньор   |

## Личности от историята на клуба

### Президенти
|          | Име                     | Период      |
| -------- | ----------------------- | ----------- |
|          | Франц Кремер            | 1948 – 1967 |
| Германия | Вернер Мюлер            | 1967 – 1968 |
|          | Оскар Маас              | 1968 – 1973 |
| Германия | Петер Вайанд            | 1973 – 1987 |
|          | Дитмар Артцингер-Болтен | 1987 – 1991 |
| Германия | Клаус Хартман           | 1991 – 1997 |
| Германия | Алберт Касперс          | 1997 – 2004 |
| Германия | Волфганг Оверат         | от 2004     |

### Треньори
| !Име        | Период              | Бележка             |                |
| ----------- | ------------------- | ------------------- | -------------- |
| Германия    | Карл Флинк          | 13.03.48 – 30.06.48 | -              |
| Германия    | Хенес Вайсвайер     | 01.07.48 – 30.06.52 | играещ треньор |
| Германия    | Хелмут Шнайдер      | 01.07.52 – 17.05.53 | -              |
| Германия    | Карл Винклер        | 18.05.53 – 30.06.54 | -              |
| Германия    | Курт Балузес        | 01.07.54 – 30.06.55 | -              |
| Германия    | Хенес Вайсвайлер    | 01.07.55 – 30.06.58 | -              |
| Унгария     | Петер Сабо          | 01.07.58 – 30.06.59 | -              |
| Германия    | Освалд Пфау         | 01.07.59 – 30.06.61 | -              |
| Хърватия    | Златко Чайковски    | 01.07.61 – 30.06.63 | -              |
| Германия    | Георг Кньопфле      | 01.07.63 – 30.06.66 | -              |
| Германия    | Вили Мултхауп       | 01.07.66 – 30.06.68 | -              |
| Германия    | Ханс Меркле         | 01.07.68 – 30.06.70 | -              |
| Австрия     | Ернст Оквирк        | 01.07.70 – 30.06.71 | -              |
| Унгария     | Гюла Лорант         | 01.07.71 – 04.04.72 | -              |
| Германия    | Ролф Херингс        | 05.04.72 – 30.06.72 | -              |
| Германия    | Родолф Шлот         | 01.07.72 – 16.09.73 | -              |
| Германия    | Фолкер Котман       | 04.12.72 – 11.12.72 | заместник      |
| Хърватия    | Златко Чайковски    | 17.09.73 – 12.12.75 | -              |
| Германия    | Георг Щоленверк     | 01.01.76 – 30.06.76 | -              |
| Германия    | Хенес Вайсвайлер    | 01.07.76 – 15.04.80 | -              |
| Германия    | Карл-Хайнц Хедергот | 16.04.80 – 13.10.80 | -              |
| Германия    | Ролф Херингс        | 14.10.80 – 16.10.80 | заместник      |
| Нидерландия | Ринус Михелс        | 17.10.80 – 23.08.83 | -              |
| Германия    | Ханес Льор          | 24.08.83 – 06.02.86 | -              |

| !Име        | Период                 | Бележка             |           |
| ----------- | ---------------------- | ------------------- | --------- |
| Германия    | Георг Кеслер           | 07.02.86 – 22.09.86 | -         |
| Германия    | Кристоф Даум           | 23.09.86 – 28.06.90 | -         |
| Германия    | Ерих Рутемьолер        | 29.06.90 – 23.08.91 | -         |
| Германия    | Удо Латек              | 24.08.91 – 03.09.91 | заместник |
| Германия    | Ханес Линсен           | 04.09.91 – 09.09.91 | заместник |
| Германия    | Йорг Бергер            | 10.09.91 – 27.02.93 | -         |
| Германия    | Волфганг Йерат         | 28.02.93 – 28.04.93 | -         |
| Дания       | Мортен Олсен           | 29.04.93 – 26.08.95 | -         |
| Германия    | Щефан Енгелс           | 27.08.95 – 31.03.96 | -         |
| Германия    | Петер Нойрурер         | 01.04.96 – 30.09.97 | -         |
| Германия    | Лоренц-Гюнтер Кьостнер | 01.10.97 – 30.06.98 | -         |
| Германия    | Бернд Шустер           | 01.07.98 – 30.06.99 | -         |
| Германия    | Евалд Линен            | 01.07.99 – 27.01.02 | -         |
| Германия    | Кристоф Йон            | 28.01.02 – 13.02.02 | заместник |
| Германия    | Фридхелм Функел        | 14.02.02 – 30.10.03 | -         |
| Нидерландия | Йос Лухукай            | 31.10.03 – 01.11.03 | заместник |
| Швейцария   | Марсел Колер           | 02.11.03 – 14.06.04 | -         |
| Нидерландия | Хюб Стевенс            | 15.06.04 – 30.06.05 | -         |
| Германия    | Уве Раполдер           | 01.07.05 – 18.12.05 | -         |
| Швейцария   | Ханспетер Латур        | 03.01.06 – 09.11.06 | -         |
| Германия    | Холгер Герке           | 09.11.06 – 26.11.06 | заместник |
| Германия    | Кристоф Даум           | 27.11.06 – 30.06.09 | -         |
| Хърватия    | Звонимир Солдо         | от 01.07.09         | -         |

### Известни бивши играчи
- Клаус Алофс 07/1981 – 06/1987
- Франк „Отце“ Орденевитц 07/1989 – 06/1993
- Джими Хартвиг 07/1984 – 12/1985
- Морис „Муки“ Банах 07/1990 – 11/1991 († 17 ноември 1991)
- Берндхард Кулман 07/1970 – 06/1984
- Щефан Енгелс 1978 – 06/1989
- Клаус Фишер 1981 – 1984
- Хайнц Флое 07/1966 – 06/1979
- Томас Хеслер 07/1984 – 06/1990
- Хорст Хелд 1987 – 1995
- Хайнц Хорних 07/1962 – 06/1970
- Бодо Илгнер 07/1985 – 08/1996
- Юрген Колер 1987 – 1989
- Харалд Конопка 07/1971 – 11/1983
- Бруно Лабадия 07/1994 – 12/1995
- Пиер Литбарски 07/1978 – 06/1986 и 07/1987 – 06/1993
- Ханес Льор 07/1964 – 06/1978 (треньор в периода 08/1983 – 02/1986)
- Дирк Лотнер 1998 – 2004
- Манфред Манглитц 07/1969 – 06/1971
- Дитер Мюлер 07/1973 – 06/1981
- Херберт Нойман 07/1972 – 06/1980 и 07/1982 – 06/1983
- Ясухико Окудера 07/1977 – 06/1980
- Мортен Олсен 07/1986 – 06/1989 (треньор в периода 04/1993 – 08/1995)
- Волфганг Оверат 07/1963 – 06/1977 (от 2004 г. – президент на клуба)
- Лукас Подолски 11/2003 – 06/2006 (юноша на клуба от 1995 г.)
- Тони Полстер 07/1993 – 06/1998
- Ханс Шефер 07/1948 – 06/1965
- Карл-Хайнц Шнелингер 07/1961 – 06/1963
- Харалд „Тони“ Шумахер 07/1972 – 06/1987
- Бернд Шустер 07/1978 – 06/1980 (треньор в периода 07/1998 – 06/1999)
- Ригобер Сонг 11/2001 – 07/2002
- Георг Щоленверк 07/1953 – 06/1964 (треньор в периода 01/1976 – 06/1976)
- Роже Ван Гоол 07/1976 – 03/1980
- Волфганг Вебер 07/1962 – 06/1978
- Герхард Велц 07/1971 – 06/1975
- Тони Уудкок 07/1979 – 06/1982 и 07/1986 – 06/1988
- Миливое Новакович 2006 – 2014

## Български футболисти
- Антонио Ананиев: 1996/97 - (4 мача - 0 гола)
- Георги Донков: 1998/2001 (81 мача - 10 гола)

## Спортни успехи

### Титли
- Шампион на Германия (3): 1962, 1964, 1978;
  - Вицешампион (7): 1960, 1963, 1965, 1973, 1982, 1989, 1990;
- Купа на Германия (4): 1968, 1977, 1978, 1983;
  - Финалист (6): 1954, 1970, 1971, 1973, 1980, 1991;
- Западногермански шампион (5): 1954, 1960, 1961, 1962, 1963;
- Носител на западногерманската купа (3): 1953, 1963, 1964;
- Шампион на Германия по футзал (1): 1993;
- Първенец на Втора Бундеслига (2): 2000, 2005;
- Финалист за Купа на УЕФА – 1986 (загуба от Реал Мадрид с 1:5 и победа с 2:0);
- Победител в Турнир Жуан Гампер (2): 1978, 1981;
- Вечно класиране на Първа Бундеслига: 7. място с 2028 точки, 40 сезона и 1356 срещи (563 победи, 339 равни и 454 загуби с голова разлика 2340:1991).

### Баланс в периода 2000 – 2009
| Сезон   | Лига             | Място | П  | Р  | З  | Голове | Точки | Купа на Германия | Бележки   |
| ------- | ---------------- | ----- | -- | -- | -- | ------ | ----- | ---------------- | --------- |
| 2000/01 | Първа Бундеслига | 10.   | 12 | 10 | 12 | 59:52  | 46    | 1. Кръг          |           |
| 2001/02 | Първа Бундеслига | 17.   | 7  | 8  | 19 | 26:61  | 29    | 1/2 Финал        | Изпадане  |
| 2002/03 | Втора Бундеслига | 2.    | 18 | 11 | 5  | 63:45  | 65    | 1/4 Финал        | Класиране |
| 2003/04 | Първа Бундеслига | 18.   | 6  | 5  | 23 | 32:57  | 23    | 1/8 Финал        | Изпадане  |
| 2004/05 | Втора Бундеслига | 1.    | 20 | 7  | 7  | 62:33  | 67    | 2. Кръг          | Класиране |
| 2005/06 | Първа Бундеслига | 17.   | 7  | 9  | 18 | 49:71  | 30    | 1. Кръг          | Изпадане  |
| 2006/07 | Втора Бундеслига | 9.    | 12 | 10 | 12 | 49:50  | 46    | 1/8 Финал        |           |
| 2007/08 | Втора Бундеслига | 3.    | 17 | 9  | 8  | 62:44  | 60    | 1. Кръг          | Класиране |
| 2008/09 | Първа Бундеслига | 12.   | 11 | 6  | 17 | 35:50  | 39    | 2. Кръг          |           |

## Фенове, членове и спонсори
Брой на членовете на клуба: 50,000 (към 3 август 2009)
Брой фенклубове: 1100 (към лятото на 2008)

### Главни спонсори от 1979 г.
- Пайъниър (Pioneer) – електроуреди (1979 – 1982)
- Допелдуш (Doppeldusch) – козметика (1982 – 1985)
- Деймън (Daimon) – батерии (1985 – 1987)
- Самсунг (Samsung) – електроника (1987 – 1991)
- Ситибанк (Citibank) – кредитен институт (1991 – 1993)
- Пепси (Pepsi) – безалкохолна напитка (1993 – 1994)
- Форд (Ford) – автомобилна компания (1994 – 1999)
- Фау Пе Фау (VPV) – застраховки (1999 – 2003)
- Фъни фриш (Funny frisch) – търговска марка на хранителната компания „Интерснак“ (2003 – 2005)
- Герлинг (Gerling) – застраховки (2005 – 2007)
- „Реве“ (REWE) – верига супермаркети (от 2007)

### Екипировка
- Льо Кок Спортиф (Le Coq Sportif) (1974 – 1977)
- Адидас (adidas) (1977 – 1978)
- Ерима (Erima) (1978 – 1979)
- Адидас (adidas) (1979 – 1985)
- Пума (Puma) (1985 – 2002)
- Залер (Saller) (2002 – 2005)
- Адидас (adidas) (2005 – 2008)
- Рийбок (Reebok) (от 2008)

## Аматьорски отбор
Кьолн 2 е сплав от професионални футболисти, непопадащи в плановете на треньорите на първия отбор, и млади играчи, които са юноши на клуба. Вторият отбор дава добра позиция за развитие във футболно отношение и много футболисти са започнали професионалната си кариера от там. Последният такъв случай е вратарят Бенямин Финке, който е втори вратар на „козлите“ за сезон 2006/07. Домакинските срещи на „Кьолн 2“ се провеждат на 15 000-ия Зюдщадион, който всъщност е арената на Фортуна Кьолн. През 2008 г. отборът постига класиране в Западната регионална лига, но тази дивизия става четвърторазредна след въвеждането на Трета лига през същата година.
Голът на вратаря на „Кьолн 2“ Дитер Паукен за 1:1 срещу Фелберт е избран за гол на септември 2006 г. от германския телевизионен канал ARD.